# Chiesa di San Giacomo Maggiore (Fobello)
La chiesa di San Giacomo Maggiore è la parrocchiale di Fobello, in provincia di Vercelli e diocesi di Novara; fa parte dell'unità pastorale dell'Alta Valsesia.

## Storia
L'originaria parrocchiale di San Giacomo fu eretta nel 1545 ed era in stile romanico; questo edificio venne distrutto nel 1781 da una piena del torrente Mastallone ed entro il 1820 si provvide a ricostruire la chiesa. 

Il cimitero fu spazzato via durante l'alluvione del 1834; negli anni successivi fu ripristinato, ma venne di nuovo rovinato in parte durante l'inondazione del 1919 e poi totalmente durante quella di quattro anni dopo. 

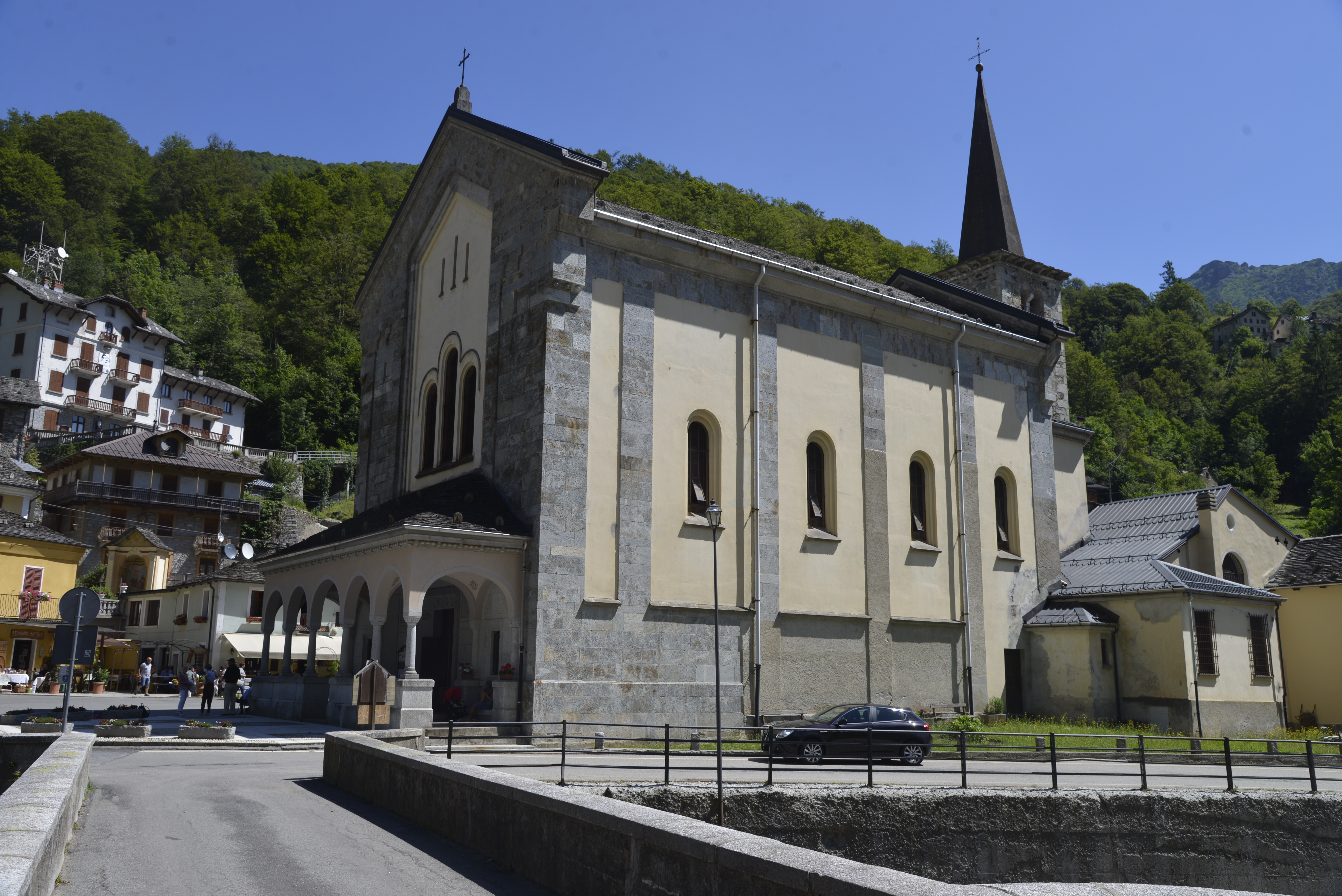
Il lato meridionale della parrocchiale

 Proprio durante quest'ultimo tragico evento, avvenuto nella notte tra il 29 e il 30 maggio 1923, la chiesa andò distrutta; la parrocchiale venne allora nuovamente riedificata e fu portata a compimento nel 1931.

## Descrizione

### Esterno
La facciata a capanna della chiesa, rivolta a occidente e anticipata da un portico a cinque luci caratterizzato da archi a tutto sesto sorretti da colonne, presenta centralmente il portale d'ingresso e ai lati quelli secondari, mentre sopra è suddivisa verticalmente in tre parti: su quella centrale, intonacata, si apre una trifora, mentre quelle laterali sono rivestite in pietra.
Annesso alla parrocchiale è il massiccio campanile in pietra a base quadrata, la cui cella presenta su ogni lato una bifora ed è coronata dalla guglia piramidale.

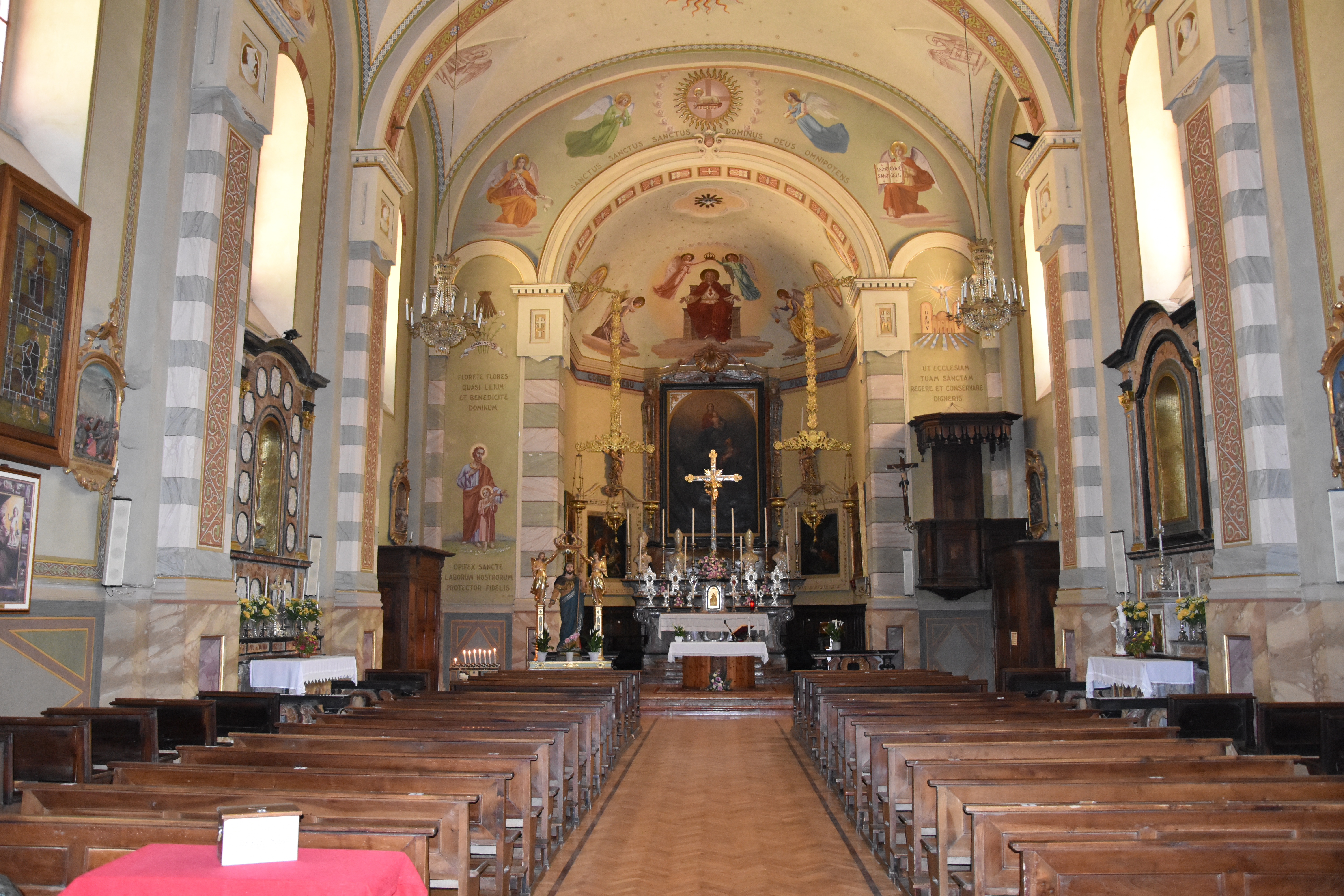
L'interno

### Interno
L'interno dell'edificio si compone di un'unica navata a pianta rettangolare, le cui pareti sono scandite da lesene bicrome sopra le quali si impostano i costoloni che scandiscono la volta a botte; al termine dell'aula si sviluppa il presbiterio, rialzato di due gradini, introdotto dall'arco santo e chiuso dall'abside poligonale, che è coperta dalla volta a ombrello.
Qui sono conservate diverse opere di pregio, tra le quali il trittico raffigurante la Madonna col Bambino tra i Santi Rocco Marco, dipinto presumibilmente dal rimellese Giovanni Battista Scolari nel 1575, le tavolette dell'altare della Madonna del Rosario, realizzate nel 1582 da Gian Giacomo Testa, e le decorazioni eseguite dal bergamasco Rossini.